# Ziridava rubridisca
Ziridava rubridisca är en fjärilsart som beskrevs av George Francis Hampson 1891. Ziridava rubridisca ingår i släktet Ziridava och familjen mätare. Inga underarter finns listade i Catalogue of Life.